# Patroclo di Troyes
Patroclo di Troyes (Troyes, 200 – Troyes, 259) è stato un martire cristiano, venerato dalla Chiesa cattolica e dalla Chiesa ortodossa come santo.

## Agiografia
Giovinetto nativo di Troyes, Patroclo era noto per la buona condotta e la carità. Profondamente venerato dopo il ritrovamento dei suoi Atti, Patroclo, si racconta, fu arrestato durante le persecuzioni dell'imperatore Valeriano. Si narra, inoltre, che portò alla conversione san Sabiniano di Troyes.
I suoi aguzzini lo immersero nelle acque del fiume Senna per annegarlo, ma il santo riuscì a mettersi in salvo, sfuggendo al martirio. Fu recuperato e decapitato nella sua città d'origine.

## Culto
Nel 960, Bruno I di Colonia traslò i resti mortali del santo da Troyes e, nel 964, li pose nella cattedrale di Soest, dedicandola al santo. San Patroclo è ancora oggi molto venerato.
Nell'iconografia, san Patroclo ha l'aspetto di un guerriero che regge un pesce che reca in bocca una perla. 
È invocato contro i demoni e la febbre. 
La sua memoria liturgica ricorre il 21 gennaio.